# 二溴氟甲烷
二溴氟甲烷是一种鹵代甲烷，其化学分子式是CHBr2F。它溶于酒精，丙酮，苯，或三氯甲烷。

它的臭氧破壞潛勢(ODP)是1.0，并列为第一類臭氧層破壞物質。